# El Dorado (álbum de Shakira)
El Dorado es el undécimo álbum de estudio de la cantante y compositora colombiana Shakira, lanzado internacionalmente el 26 de mayo de 2017 por Ace Entertainment y Sony Music Latin. La mayoría del álbum está compuesto por canciones en español, con tres canciones cantadas en inglés.
El Dorado contiene principalmente canciones acerca de la relación de Shakira con su entonces pareja, Gerard Piqué. Para elaborar el álbum, Shakira contrató a su habitual colaborador Luis Fernando Ochoa, así como a los nuevos productores Supa Dups, Rude Boyz y The Arcade. Musicalmente, el álbum es una mezcla de pop latino y reggaetón, con influencias de bachata, vallenato y pop electrónico. El álbum cuenta con seis colaboraciones: dos con el cantante colombiano Maluma (Chantaje y Trap), y una con Nicky Jam (Perro Fiel), Magic! (What We Said), Carlos Vives (La Bicicleta), Prince Royce (Deja Vu) y Black M (Comme Moi), estas últimas tres canciones sencillos originales de los respectivos artistas.
Los críticos de música hicieron reseñas generalmente favorables del álbum que elogian su coherencia y alegría, aún con naturaleza madura. Otros críticos sintieron que El Dorado carecía de creatividad y se confiaba demasiado en colaboraciones previamente lanzadas. El álbum debutó en la primera posición en la parte francófona de Suiza (Romandia) y debutó en las primeras diez posiciones en las listas de Argentina, Austria, Francia, España y la parte no francófona de Suiza. Debutó también como número uno en la lista Top Latin Albums de Estados Unidos, llegando al número uno del top de álbumes en itunes, así como número 15 en la lista Billboard 200. Chantaje fue el primer sencillo del álbum. Se convirtió en un éxito global, encabezando la lista Hot Latin Songs de Billboard durante once semanas, siendo certificado dieciséis veces platino por la Recording Industry Association of America (RIAA). El segundo y el tercer sencillo, Me Enamoré y Perro Fiel, lograron también éxito comercial. Trap fue lanzada como cuarto sencillo del álbum. Mientras que el álbum fue acompañado de una mínima promoción, El Dorado World Tour como gira oficial del álbum se realizó a inicios de junio de 2018 y finalizó a comienzos de noviembre del mismo año, siendo esta elogiada por los críticos por la versatilidad de Shakira en el escenario, a esto se le suma que la gira logró recaudar más de 78 millones de dólares, siendo esta una de las giras latinas más exitosas de los últimos años. En 2018, el álbum ganó el Premio Grammy al Mejor Álbum de Pop Latino, convirtiéndose en el tercer Premio Grammy ganado por Shakira hasta ese momento.

## Antecedentes y lanzamiento
En octubre de 2015, Shakira anunció que estaba pronto regresando al estudio de grabación para grabar lo que iba a ser su noveno álbum de estudio, pero enfatizó que su prioridad era su familia, diciendo: A finales de este año o al principios del próximo año voy a empezar a trabajar en mi nuevo álbum de estudio ahora quiero ser en primer lugar una madre, la cantante colombiana anuncia la producción de su noveno álbum de estudio para el año 2016. Durante ese tiempo, Shakira comenzó a preguntarse si alguna vez volvería a hacer un álbum, diciendo: "Yo estaba llena de dudas, y pensé que nunca iba a hacer buena música de nuevo". También recordó que se preguntaba cuándo iba a retirarse, a lo que su novio, el futbolista español Gerard Piqué, respondió: "Cuando no tengas nada que decir, pero ese momento todavía no ha llegado". Que la creadora dentro de mí tenía una necesidad desesperada de atención pero también mi hijo de 2 años de edad estaba en la misma necesidad , la madre, el creador - todas esas cosas estaban luchando dentro de mí. En febrero de 2016, durante una entrevista para la película animada Zootopia (2016), donde le dio voz al personaje de Gazelle, Shakira comento sobre las primeras etapas del disco, diciendo: "Empiezo a escribir de nuevo y las ideas están empezando a fluir, tengo muchas cosas que decir en español esta vez". El álbum logró posicionarse en el primer lugar de iTunes de 44 países. Debutó en el puesto quince de Billboard 200 y en el primer lugar en Latin Pop Albums y Top Latin Albums de Billboard.

## Crítica
Después de su lanzamiento, El Dorado recibió tres y media de cinco estrellas por AllMusic  Stephen Thomas Erlewine, que elogió el álbum para ser "coherente y maduro en su control subestimado pero no aburrido de humor". Si Hawkins de ABC News  es "un regalo de verano para sus fans latinos", destacando que "el enfoque hispano del álbum permite a su estrella tener un poco de diversión, en lugar de seguir las tendencias de la carta de América del Norte y que abre nuevos caminos para este icono global ". En otra revisión positiva, Chuck Campbell de Knoxville News Sentinel  Lo consideró "una sólida mezcolanza de temas clásicos y de moda", al tiempo que alababa a su colaborador  Luis Fernando Ochoa y señaló que su "voz distintiva" es "el arma no tan secreta, arreglos que reflejan su herencia, así como el estado actual de la música pop."
Para Alan Raible de The National , Shakira continúa creciendo como intérprete, incluso si se apega a las pistas del club y el amor de las baladas. Está desarrollando una sutileza adecuada, casual. Joan Wallace, de Latin Times, sentía que el álbum "parece ser una recopilación forzada de canciones que ya hemos escuchado, además de otras cinco canciones no tan geniales". Wallace también criticó la carencia de la creatividad que fue encontrada en sus anteriores trabajos tales como Pies descalzos (1995) y Servicio de lavandería (2001).

## Lista de canciones
| N.º          | Título                                                    | Escritor(es) | Productor(es)                                                                    | Duración |  |
| 1.           | «Me enamoré»                                              | Shakira Rayito | Shakira Rayito Rude Boyz A.C. Kevin ADG                                          | 3:46     |  |
| 2.           | «Nada»                                                    | Shakira Luis Fernando Ochoa                                                                                             | Shakira Luis Fernando Ochoa Supa Dups                                            | 3:10     |  |
| 3.           | «Chantaje» (con Maluma)                                   | Shakira Juan Luis Londoño Arias Joel Antonio López Castro Kevin Mauricio Jiménez Londoño Bryan Snaider Lezcano Chaverra | Shakira Maluma Chan «El Genio» (Rude Boyz) Kevin Jiménez ADG                     | 3:15     |  |
| 4.           | «When a Woman»                                            | Shakira Kurtis Mckenzie Jon Mills Julia Michaels Magnus August Hoiberg Justin Tranter                                   | The Arcade                                                                       | 3:18     |  |
| 5.           | «Amarillo»                                                | Shakira Luis Fernando Ochoa                                                                                             | Shakira Luis Fernando Ochoa Supa Dups                                            | 3:40     |  |
| 6.           | «Perro fiel» (con Nicky Jam)                              | Shakira Nicky Jam Cristhian Mena Juan Medina                                                                            | Shakira Nicky Jam Saga Whiteblack                                                | 3:16     |  |
| 7.           | «Trap» (con Maluma)                                       | Shakira Juan Luis Londoño Rene Cano Kevin Mauricio Jiménez Londoño Bryan Snaider Lezcano Chaverra                       | Shakira Maluma Chan "El Genio" (Rude Boyz) Kevin Jiménez ADG Luis Fernando Ochoa | 3:20     |  |
| 8.           | «Comme moi» (con Black M)                                 | Alpha Diallo Shakira Nasri Atweh                                                                                        | Black M Shakira Supa Dups Dany Synthé Dadju                                      | 3:09     |  |
| 9.           | «Coconut Tree»                                            | Shakira Luis Fernando Ochoa                                                                                             | Shakira Ochoa                                                                    | 3:50     |  |
| 10.          | «La Bicicleta» (con Carlos Vives)                         | Carlos Vives Shakira | Andrés Castro                                                                    | 3:48     |  |
| 11.          | «Déjà vu» (con Prince Royce)                              | Geoffrey Rojas | Prince Royce D'Lesly Lora Alison Berger Shakira Rude Boyz Olgui Chirino          | 3:16     |  |
| 12.          | «What we said» (Comme moi Versión en inglés) (con MAGIC!) | Shakira Alpha Diallo Dany synthé Dadju Nasri Atweh                                                                      | Shakira Supa Dups Nasri Atweh Dany Synthé Dadju Black M                          | 3:00     |  |
| 13.          | «Toneladas»                                               | Shakira Luis Fernando Ochoa                                                                                             | Shakira A.C.                                                                     | 3:09     |  |
| Total: 43:57 |                                                           | |                                                                                  |          |  |

## Listas musicales
| País (Lista 2017)                        | Mejor posición |
| ---------------------------------------- | -------------- |
| Argentina (CAPIF)                        | 3              |
| Australia (ARIA)                         | 92             |
| Austria (Ö3 Austria)                     | 10             |
| Bélgica (Ultratop Flandes)               | 14             |
| Bélgica (Ultratop Valonia)               | 2              |
| Canadá (Billboard Canadian Albums Chart) | 20             |
| República Checa (ČNS IFPI)               | 14             |
| Países Bajos (Album Top 100)             | 20             |
| Finlandia (Suomen virallinen lista)      | 32             |
| Francia (SNEP)                           | 9              |
| Hungría (MAHASZ)                         | 21             |
| Italia (FIMI)                            | 12             |
| México (AMPROFON)                        | 3              |
| Nueva Zelanda (RMNZ)                     | 4              |
| Polonia (ZPAV)                           | 16             |
| Portugal (AFP)                           | 6              |
| España (PROMUSICAE)                      | 2              |
| Suecia (Sverigetopplistan)               | 56             |
| Suiza (Schweizer Hitparade)              | 3              |
| Suiza (Romandia)                         | 1              |
| Reino Unido (UK Albums Chart)            | 54             |
| Estados Unidos (Billboard 200)           | 15             |
| Estados Unidos (Top Latin Albums)        | 1              |
| Estados Unidos (Latin Pop Albums)        | 1              |

## Certificaciones
| Territorio     | Organismo certificador | Certificación    | Ventas certificadas | Ref.   |
| -------------- | ---------------------- | ---------------- | ------------------- | ------ |
| Brasil         | Pro-Música Brasil      | 2× Platino       | 80 000              | [ 30 ] |
| Colombia       | ASINCOL                | Platino          | 20 000              | [ 31 ] |
| Estados Unidos | RIAA                   | Diamante (Latin) | 600 000             | [ 32 ] |
| Francia        | SNEP                   | Oro              | 50 000              | [ 33 ] |
| México         | AMPROFON               | 3× Platino       | 180 000             | [ 34 ] |
| Polonia        | ZPAV                   | Oro              | 10 000              | [ 35 ] |
| Perú           | UNIMPRO                | 5× Platino       | 50 000              | [ 36 ] |
| Suiza          | IFPI                   | Platino          | 20 000              | [ 37 ] |